# بزهویوک (احسانیه)
بزهویوک (به ترکی استانبولی: Bozhüyük) یک منطقهٔ مسکونی در ترکیه است که در احسانیه واقع شده‌است.